# ليبر أوفيس
ليبر أوفيس (بالإنجليزية: LibreOffice)‏ (تُلفظ بالإنجليزية: ‎/ˌli:.brəˈɒ.fɪs/‏) هو حزمة برامج مكتبية حرة ومفتوحة المصدر، وهو مشروع لمؤسسة المستند (The Document Foundation). انفصل عن OpenOffice.org في عام 2010، والذي كان نسخة مفتوحة المصدر من StarOffice السابقة. تتألف حزمة LibreOffice من برامج لمعالجة النصوص، وإنشاء وتحرير جداول البيانات، وعرض الشرائح، والرسوم البيانية والرسوم، والعمل مع قواعد البيانات، وصياغة الرياضية. وهي متاحة بـ 115 لغة.
يستخدم LibreOffice تنسيق ملف OpenDocument القياسي ISO / IEC الدولي (ODF) كتنسيق أصلي لحفظ المستندات لكافة تطبيقاته. يدعم LibreOffice أيضًا تنسيقات ملفات معظم الحزم المكتبية الرئيسية الأخرى، بما في ذلك Microsoft Office ، من خلال مجموعة متنوعة من مرشحات الاستيراد / التصدير.
يتوفر ليبر أوفيس لمجموعة متنوعة من منصات الحوسبة، بما في ذلك ويندوز، وماكنتوش، ولينوكس، وكذلك في شكل حزمة مكتبية على الإنترنت LibreOffice Online. وهو الحزمة المكتبية الافتراضية لأشهر توزيعات لينكس. وهو الحزمة المكتبية الحرة والمفتوحة المصدر الأكثر تطورًا، مع ما يقرب من 50 ضعفًا من نشاط تطوير Apache OpenOffice، وهو سليل رئيسي آخر لـ OpenOffice.org.
أعلن عن المشروع والإصدار التجريبي الثاني في 28 سبتمبر 2010. بين يناير 2011 (أول إصدار مستقر) و أكتوبر 2011 تم تنزيل LibreOffice حوالي 7.5 مليون مرة. يدعي المشروع وجود 120 مليون عنوان تنزيل فريد من مايو 2011 إلى مايو 2015 باستثناء توزيعات Linux، مع 55 مليون منها في الفترة من مايو 2014 إلى مايو 2015.
يوفر «ليبر أوفيس» ستة برامج لتلبية جميع الاحتياجات المكتبية من تحرير الوثائق ومعالجة البيانات وتقديم العروض والرسم وبناء قواعد البيانات وغيرها من الاستعمالات المكتبية البسيطة والمعقدة. يطلق ليبر أوفيس اصداراته كل ستة أشهر. تم تحميل ليبر أوفيس 3.3 أكثر من 1.3 مليون مرة، وقد وضعته توزيعات لينكس كبرنامج المكتب الافتراضي فيها ومنها: أوبنتو, أوبن سوزي, وسيكون من في الإصدارات القادمة من فيدورا. يعتبر هذا البرنامج امتداد لأوبن أوفيس بعدما تخلت اوراكل المطوره لهذا البرنامج عن المطورين، وجعلت اوبن اوفيس للاستخدام التجاري فكان الرد من المطورين بهذا البرنامج.

## برامج الحزمة
تحتوي الحزمة على البرامج التالية:
| البرنامج | البرنامج | الوظيفة       | الوصف |
| -------- | -------- | ------------- | --- |
|          | Writer   | معالج كلمات   | هو معالج كلمات يشبه في وظائفه برنامجي مايكروسوفت وورد وووردبيرفكت ويدعم ملفاتهما. ويمكن أيضاً أن يكون بمثابة المحررات الأساسية من نوع ما تراه هو ما تحصل عليه. |
|          | Calc     | جداول حسابية  | برنامج الجداول الحسابية ويشبه في وظائفه برنامجي مايكروسوفت إكسل ولوتس 1-2-3. |
|          | Impress  | عروض تقديمية  | برنامج العروض التقديمية ويشبه في وظائفه برنامج مايكروسوفت باوربوينت ويدعم ملفاته. يتميز أيضاً بأنه يمكن تصدير العروض التقديمية منه على شكل ملفات إس دبليو إف والتي تسمح بعرض العروض التقديمية على أي نظام تشغيل بواسطة أدوبي فلاش. أيضاً يحتوي البرنامج على تأثيرات انتقالية ثلاثية الأبعاد.       |
|          | Base     | قواعد بيانات  | برنامج إدارة قواعد البيانات ويشبه في وظائفه برنامج مايكروسوفت أكسس ويدعم ملفاته. يسمح البرنامج بإنشاء وإدارة قواعد البيانات، وإعداد النماذج والتقارير التي توفر للمستخدمين النهائيين سهولة الوصول للبيانات.                                                                                      |
|          | Draw     | رسوميات متجهة | برنامج لإنشاء وتحرير الرسوميات المتجهة يشبه في وظائفه برنامج مايكروسوفت فيزيو ويشابه في مميزاتة الإصدارات الأولى من برنامج كوريل درو. أيضاً يقوم البرنامج برسم الوصلات الخطية بين الأشكال، وهي متوفرة في مجموعة من الأنماط والأحجام المختلفة، وأيضاً يسهل بناء الرسوميات مثل الرسوميات الانسيابية. |
|          | Math     | صيغ رياضية    | هو تطبيق مصمم لإنشاء وتحرير الصيغ والمعادلات الرياضية.و هو يشبه في عمله مايكروسوفت إكسل وهذه الصيغ يمكن إدراجها في مستندات البرامج الأخرى من حزمة ليبر أوفيس، مثل المستندات المنشئة بواسطة Writer أو Calc وذلك بتضمين الصيغ في المستند.                                                          |

أيضاً يأتي ليبر أوفيس مجهزاً بأداة تسمح بتصدير المستندات على شكل ملفات نسق المستندات المنقولة (PDF) واستيرادها.

## وصلات خارجية
- الموقع الرسمي
- ليبر أوفيس على موقع Open Hub (الإنجليزية)
- ليبر أوفيس على موقع Free Software Directory (الإنجليزية)
- ليبر أوفيس على موقع Google Play (الإنجليزية)